# Liste der Naturdenkmale in Starzach
| Naturdenkmale | Anzahl |
| ------------- | ------ |
| FND           | 0      |
| END           | 3      |
| Gesamt        | 3      |

Die Liste der Naturdenkmale in Starzach nennt die verordneten Naturdenkmale (ND) der im baden-württembergischen Landkreis Tübingen liegenden Gemeinde Starzach. In Starzach gibt es insgesamt drei als Naturdenkmal geschützte Objekte, kein flächenhaftes Naturdenkmal (FND), alle sind Einzelgebilde-Naturdenkmale (END).
Stand: 1. November 2016.

## Einzelgebilde (END)
| Name                     | Bild | Kennung     | Einzelheiten | Position | Fläche Hektar | Datum        |
| ------------------------ | ---- | ----------- | ------------ | -------- | ------------- | ------------ |
| 1 Eiche bei Neuhaus      |      | 84160500440 | Starzach     | ⊙        | 0,0           | 4. März 1992 |
| 1 Pappel                 | BW   | 84160500480 | Starzach     | ⊙        | 0,0           | 4. März 1992 |
| 4 Linden, 1 Kastanie     |      | 84160500481 | Starzach     | ⊙        | 0,0           | 4. März 1992 |
| Legende für Naturdenkmal |      |             |              |          |               |              |